# Фан Ранг-Тхап Тям
Фан Ранг-Тхап Тям (на виетнамски: Phan Rang-Tháp Chàm) е град във Виетнам, провинция Нин Тхуан. През 2009 г. градът има 162 941 жители.